# Anni Wallner
Anni Wallner (ur. w 1898) – austriacka lekkoatletka, skoczkini w dal.
Mistrzyni Austrii w skoku w dal (1922).